# Xylotoles parvulus
Xylotoles parvulus là một loài bọ cánh cứng trong họ Cerambycidae.